# メンサ

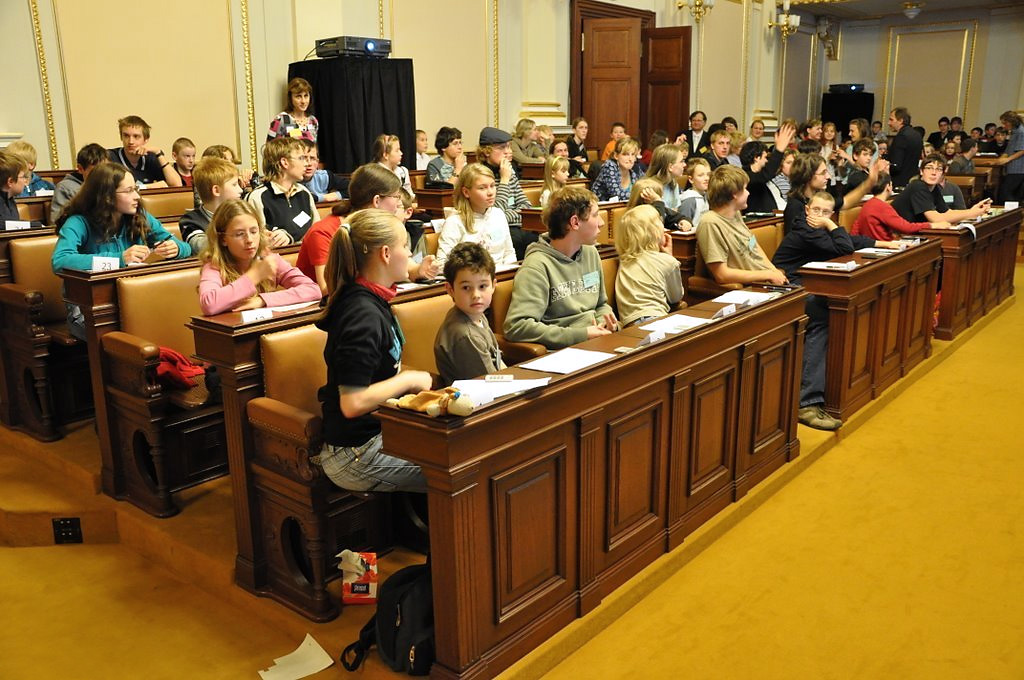
メンサの主催する論理オリンピック(2009年)

メンサ（英: Mensa）は、全人口の内上位2%のIQの知能をもつ者からなる、世界最大の高IQ団体。数理パズル、頭脳ゲーム、思弁を含む知的活動をもって、知性才能および特殊能力の認知乃至育成、また、理性の§1.原理、§2.性質、§3.その適用に係る研究奨励等を目的とする。支部は世界40カ国。本部は英国・リンカンシャー。

## 概要

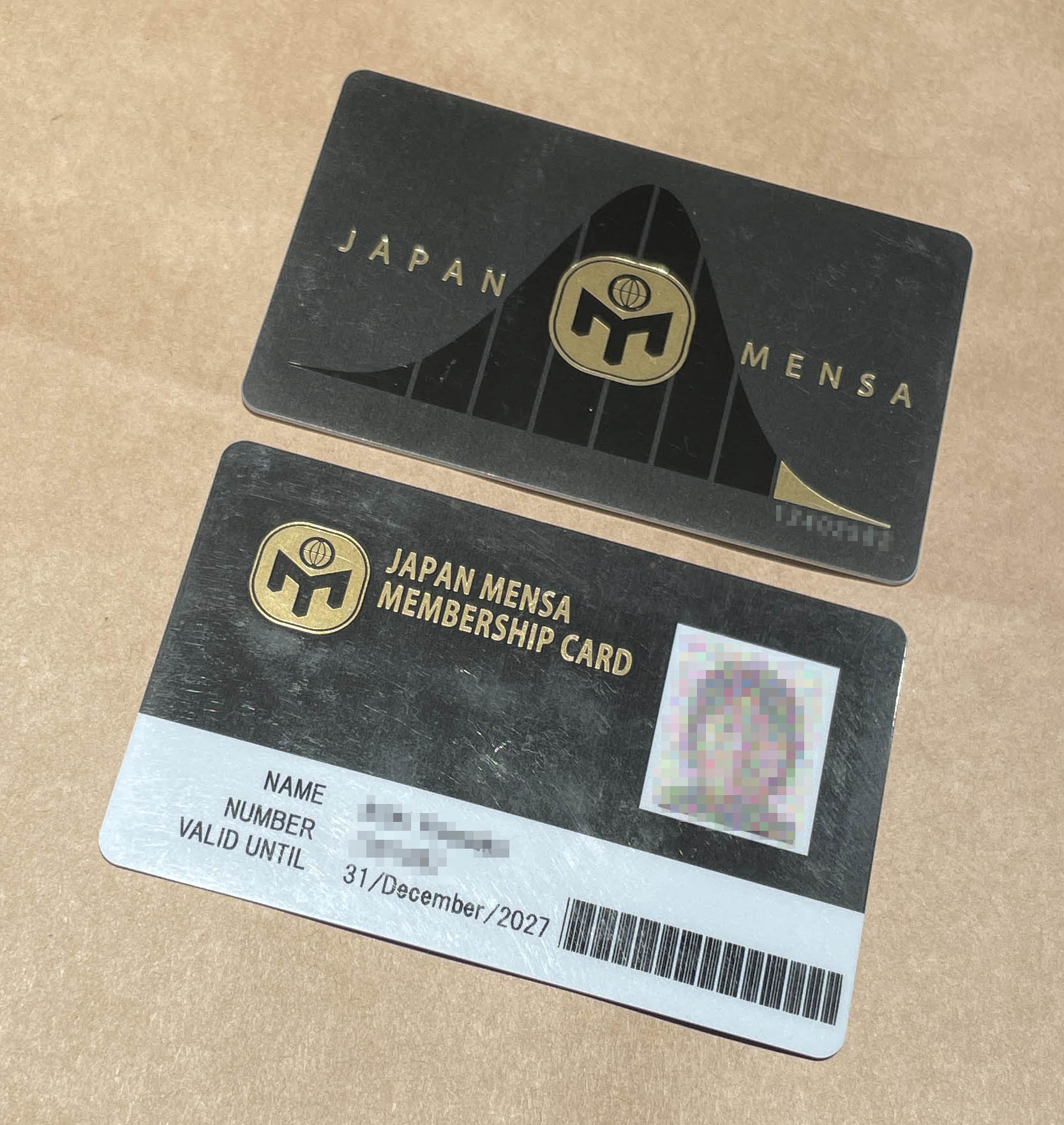
JAPAN MENSAの会員証(2021年版)

イギリスの科学者、弁護士であるランス・ウェアと、オーストラリアの弁護士ローランド・ベリルによって、1946年に英国・オックスフォードで設立された。当初の名称は、「高IQクラブ」。ウェアが、高い知能の為に男性が近づいてこない自らの妹に対して、社交機会を提供することが目的であった。
団体名mensa（/ˈmɛnsə/、ラテン語：[ˈmensa]）は、ラテン語で「テーブル」を意味し、組織の円卓会議的な性質、つまり対等な人々の集まりであることを示す

## 組織
メンサの組織は、各国のナショナル・メンサとナショナル・メンサが存在しない国を統括するメンサ・インターナショナルからなる。各国のナショナル・メンサの代表者とメンサ・インターナショナルの役員とから構成される国際評議会（英: International Board of Directors; IBD）において様々な方針を決定している。また資金管理団体としてメンサ・インターナショナル・リミテッドが存在する。

## 目的
メンサには以下の3つの目的がある。
1. 知性才能を、認知、育成し、人類の向上に役立てること。
2. 知性の原理、性質、そしてその適用などを研究することを激励すること。
3. メンバーのための知的、かつ社会的活動を促進させること。

## 活動
一般会員向けの「International Journal」や、幹部会員向けの「Mensa World」、非会員向けの「Mensa Research Journal」などの発行が行われている。
各国の支部の下には、地方支部や SIG (Special Interest Group) と呼ばれる様々なテーマを持つグループが存在し、会合やニューズレターの発行などを行っている。
成績優秀な学生のための奨学制度、学校に適応できない児童の支援、会員向けの旅行案内、金融機関と提携したクレジットカードの発行、レンタカーやホテルの割引、パズルや書籍の販売、就職の斡旋などの活動を行っている支部も存在する。

## 入会資格・入会方法

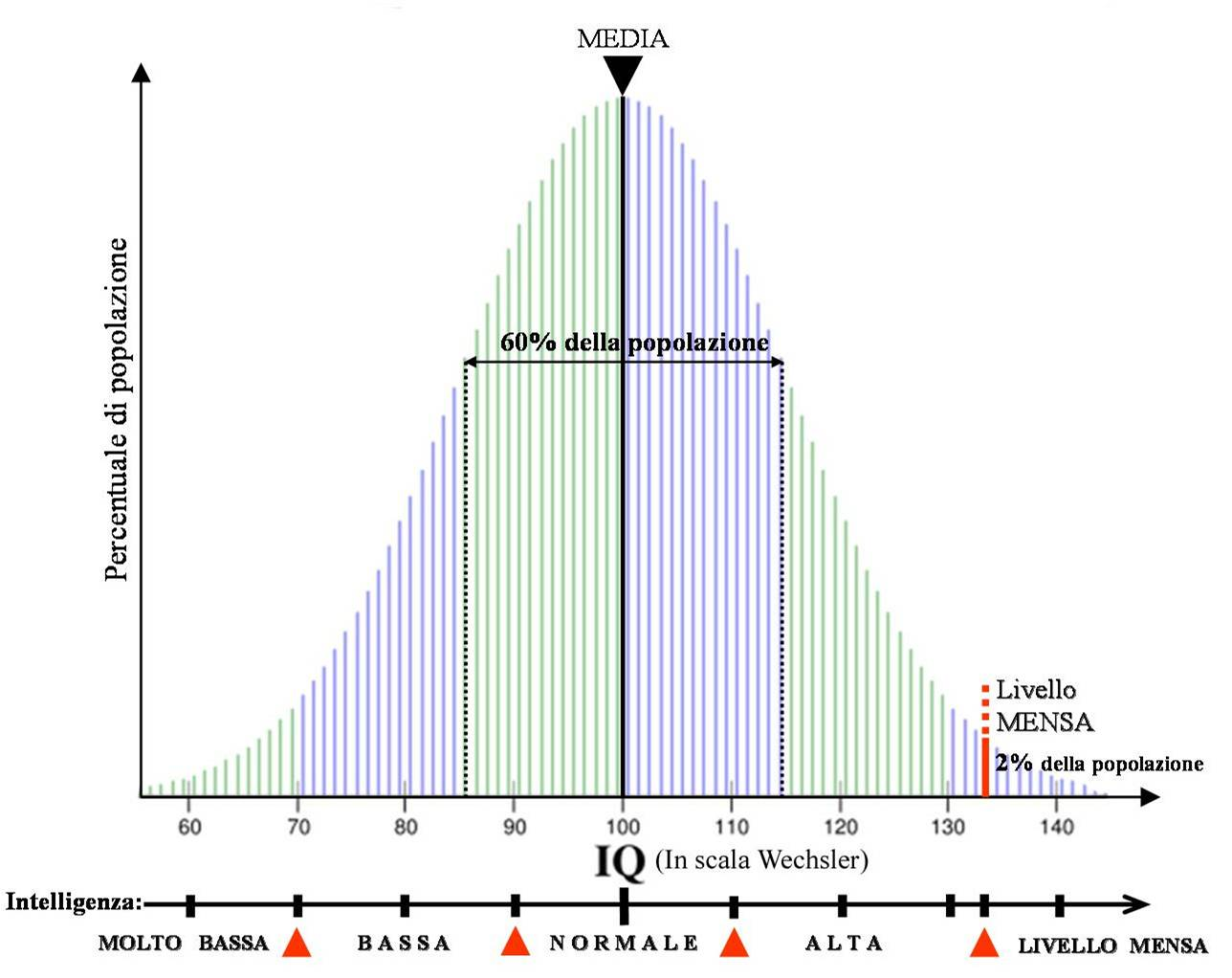
メンサに入会するためには人口上位2%に属する知能指数(IQ)を有することを証明しなければならない。

人口上位2%（WAISで130以上、Stanford–Binet Intelligence Scalesでスコア132以上、Cattell Verbalでスコア148以上）に属する知能指数を有することを、唯一の入会資格とする。各国基準が違い、それぞれの国の上位2%である。試験問題もアメリカのメンサと日本のメンサでは違う。フリン効果を考慮せず、違う年齢の人間を同じ基準で比較する。つまり20歳でも50歳でも、ある一定以上のスコアを出せば入会可能である。フリン効果とは、長期にわたるIQの上昇傾向のことを言う。例えばアメリカでは30年の間に、IQの平均が約10上昇している。また2回目にメンサの入会試験を受けたものは、1回目よりスコアが上昇するというデータがある。つまりあらかじめ似たような問題で対策をしておけば、何もしなかった時よりは高いスコアを期待できる。
入会資格を得る方法として最も一般的なものは、メンサの実施する入会テストに合格することである。しかし、入会テストの定員に対して人気が高いため、受験申込時点で倍率はかなり高く、受験に辿り着くまでが難関である。なお、受験回数には制限が設けられており、1年の期間を空けて、生涯に3度までしか受けられない。また、医療機関などが発行する証明書を提出することによって入会できるところもある。日本はメンサによる入会試験と申請前1年以内に受けたwais-III wais-IV wisc-III wisc-IVの検査証明書による入会を対象としている。アメリカの場合は大学の統一試験やSAT、ロースクールの統一試験のLSATなど200あるテストのいずれかのスコアで入会可能である。入会テストは有料で、15歳未満の者は受けることができず、テスト結果は知能指数の証明書として発行されるが、ジャパンメンサのように支部によっては入会の可否だけでIQ数値等は通知されないこともある。テストに合格しても会員となるわけではなく、入会する場合は年会費を支払う必要がある。ジャパンメンサのように支部によっては入会しなければ合格そのものが取り消されることもある。
MENSAは他の高IQ団体（ISI-Society，HELLIQ Societyなど）と比較した場合に敷居が低く入りやすい傾向にあり、その分参加人数が多く活動も活発である。

## 会員の種類
会員種別としては、支部（ナショナル・メンサ）に属するナショナル・メンバーと、支部が存在しない国ではメンサ・インターナショナルに属するダイレクト・インターナショナル・メンバーの2種類がある。
ナショナル・メンバーに対してはナショナル・メンサが会員証を発行しており、ダイレクト・インターナショナル・メンバーに対してはメンサ・インターナショナルが会員証を発行している。両方の会員権を同時に持つことはできない。
1. ナショナル・メンサが存在する国の国籍を有しかつその国に居住する会員はその国のナショナル・メンバーとなる。
2. ナショナル・メンサが存在する国の国籍を有しかつナショナル・メンサが存在する他国に居住する会員は国籍を有する国のナショナル・メンサのナショナル・メンバーとなるかまたは居住する国のナショナル・メンサのナショナル・メンバーとなるか選択権が与えられる。
3. ナショナル・メンサが存在する国の国籍を有しかつナショナル・メンサが存在しない他国に居住する会員は国籍を有する国のナショナル・メンサのナショナル・メンバーとなるかまたはダイレクト・インターナショナル・メンバーとなるか選択権が与えられる。
4. ナショナル・メンサが存在しない国の国籍を有しかつナショナル・メンサが存在する他国に居住する会員はダイレクト・インターナショナル・メンバーとなるかまたは居住する国のナショナル・メンサのナショナル・メンバーとなるか選択権が与えられ、その他の場合はダイレクト・インターナショナル・メンバーとなる。

国際評議会の承認が下りれば、当該国のナショナル・メンバーになることを希望しないメンバーが他国またはダイレクト・インターナショナル・メンバーの会員資格を取得しうる。

## 各国支部の会員数

### ヨーロッパ
- イギリス・メンサ - 22,700人
- ドイツ・メンサ - 12,500人
- オランダ・メンサ - 4,500人
- スウェーデン・メンサ - 4,000人
- フィンランド・メンサ - 2,700人
- チェコ・メンサ - 2,161人
- スペイン・メンサ - 1,750人
- デンマーク・メンサ - 1,400人
- セルビア・メンサ - 1,100人
- イタリア・メンサ - 1,500人
- フランス・メンサ - 2,500人
- ポーランド・メンサ - 1,500人
- ハンガリー・メンサ - 1,700人
- スイス・メンサ - 800人
- クロアチア・メンサ - 750人
- ノルウェー・メンサ - 700人
- ブルガリア・メンサ - 600人
- オーストリア・メンサ - 500人
- ギリシア・メンサ - 300人
- チャネル諸島メンサ - 150人
- ルーマニア・メンサ - 500人
- モンテネグロ・メンサ - 60人
- マケドニア共和国・メンサ（プロビジョナル）- 200人
- スロバキア・メンサ（プロビジョナル）- 200人
- イスラエル・メンサ（プロビジョナル）- 100人
- スロベニア・メンサ（エマージング）- 200人
- ルクセンブルク・メンサ（エマージング）- 65人
- ベルギー・メンサ（エマージング）- 450人

### 北米
- アメリカ・メンサ - 50,000人
- カナダ・メンサ - 1,943人

### 中南米
- ブラジル・メンサ - 300人
- アルゼンチン・メンサ（プロビジョナル）- 250人
- コロンビア・メンサ（プロビジョナル）- 100人
- メキシコ・メンサ（エマージング）- 155人

### オセアニア
- オーストラリア・メンサ - 1,100人
- ニュージーランド・メンサ - 400人

### アフリカ
- 南アフリカ・メンサ - 1,000人

### アジア
- 日本・メンサ - 6,000人[9]
- 中国・メンサ（エマージング）- 60人
- 韓国・メンサ - 2,600人
- マレーシア・メンサ - 900人
- シンガポール・メンサ - 800人
- 香港・メンサ - 500人
- インド・メンサ（エマージング）- 700人
- パキスタン・メンサ（エマージング）- 200人
- フィリピン・メンサ（エマージング）- 160人
- インドネシア・メンサ（エマージング）- 300人

### メンサ・インターナショナル
- ダイレクト・インターナショナル・メンバー - 450人

## 著名な会員
- スコット・アダムス（アメリカ合衆国の漫画家）[10]
- 安宅晃樹（フジテレビアナウンサー、東京大学大学院修了）
- ジーン・アウル（アメリカ合衆国の小説家）[11]
- アイザック・アシモフ（アメリカ合衆国の作家、生化学者、ロボット工学三原則提唱者）[12]
- セオドア・ビケル（アメリカ合衆国の俳優・歌手・作曲家）
- ローランド・ベリル（英語版）（オーストラリア弁護士、メンサ設立者）
- ジェイソン・ベッツ（オーストラリアの数学者、IQテスト作成者、世界天才名簿編集者）[13]
- リチャード・ネルソン・ボレス（英語版）（コロンビア大学名誉教授、コロンビア大学地球研究所グローバル開発センター責任者、イノベーション研究者）[14][15]
- シリル・バート（英語版）（教育心理学者、因子分析心理テスト開発者）
- トニー・ブザン（イギリスの著述家、マインド・マップ考案者、世界記憶力選手権創設者、ノーベル平和賞に3回ノミネート）[16][17]
- エイジア・キャレラ（アメリカ合衆国のポルノ女優）
- アーサー・C・クラーク（SF作家、科学解説者、『2001年宇宙の旅』著者）[18][19][20]
- マーティン・クーパー（発明家、世界初の携帯電話開発、アレイコム設立者）[21][22]
- エイドリアン・クロノーアー（英語版）（アメリカ合衆国のラジオ司会者）[11]
- ボビー・チェズ（アメリカ合衆国のプロボクサー、元IBF世界ライトヘビー級王者・元WBA世界クルーザー級王者・世界2階級制覇王者）[11]
- ジーナ・デイヴィス（アメリカ合衆国の女優）
- ルーカス・ディ・グラッシ（レーシングドライバー）[23]
- ジョディ・フォスター（アメリカ合衆国の女優）
- カール・フランシス（アメリカ合衆国の公認会計士、株式会社P2i最高経営責任者）[24]
- 藤本淳史（田畑藤本、東京大学卒業）
- バックミンスター・フラー（デザイナー、構造家、建築家、思想家、詩人）[25]
- ノーラン・グールド（アメリカ合衆国の俳優）
- パトリック・ハーラン（お笑い芸人、ハーバード大学卒業、アメリカ合衆国メンサ元会員）
- カーラ・ヘイワード（アメリカ合衆国の女優）
- グレン・ヘドリー（アメリカ合衆国の女優）
- 福永活也（弁護士、実業家、著作家、政治活動家、冒険家、YouTuber）
- 堀内和一朗（医師、ファウストボール日本代表、シーボルトの昆孫）
- 岩永徹也（薬剤師、ファッションモデル、俳優、福岡大学薬学部卒業、慶應義塾大学大学院単位取得退学）[26]
- 影山優佳（俳優、元アイドル、日向坂46の元メンバー）[27]
- 隂山英男（教育者）
- エヴァンゲロス・カツイオウリス（ギリシャの医学博士、精神科医、ワールド・インテリジェンス・ネットワーク創設者、現在世界で最もIQが高い男と言われている）[28][29]
- 川村優希（医師、タレント、東京大学大学院修了）[30]
- 河瀬季（弁護士）[31]
- 小岩井ことり（声優）[32]
- 小松昌平（声優）[33]
- レイモンド・キーン（英語版）（チェスグランドマスター、大英勲章第四位受勲、世界記憶力選手権創設者）[34]
- ドルフ・ラングレン（スウェーデンの俳優・空手家）
- ラナン・ルリー（風刺漫画家、ジャーナリスト、戦略国際問題研究所上級参与、国際連合特派員協会員）[35]
- スティーヴ・マーティン（アメリカ合衆国の俳優・コメディアン・脚本家・小説家・プロデューサー、エミー賞・グラミー賞受賞）[36]
- ジョン・マカフィー（プログラマ、アンチウィルスソフト開発会社McAfee, Inc創設者）[37]
- MiO（モデル、ラジオパーソナリティー、慶應義塾大学卒業）
- 茂木健一郎（脳科学者、理学博士（東京大学）[38]
- 桃雪琴梨 (漫画家)
- エレン・ジェームズ（英語版）（フロリダ州裁判官、彼女は学士号なしでフロリダ州司法試験に合格した唯一の女性）[39]
- ジョイス・キャロル・オーツ（小説・詩・戯曲・エッセイ作家、ノーベル文学賞ノミネート）[40]
- アダム・オズボーン（イギリスの実業家）[41]
- マルクス・ペルソン（プログラマ、ゲームクリエイター、Minecraft開発者）[42]
- ドナルド・ピーターソン（英語版）（実業家、フォード・モーターCEO）[43]
- マドセン・ピリ（英語版）（経済学者、哲学者、アダム・スミス研究所創設者）[44]
- アラン・レイキンズ（アメリカ合衆国の俳優・声優）
- アシュリー・リッカーズ（アメリカ合衆国の女優）
- リック・ロズナー（英語版）（アメリカ合衆国のテレビ脚本家、ストリッパー、現在世界で2番目にIQが高い男と言われている）[45][29]
- ノーマン・シュワルツコフ（湾岸戦争時アメリカ合衆国中央軍司令官、アメリカ合衆国陸軍大将）
- アレクサンダー・シュルギン（薬理学者、化学者）[46]
- クライブ・シンクレア（起業家、発明家、世界初の薄型電卓開発）[47]
- エドワード・リー・スペンス（水中考古学者、海事研究家）[48]
- ロドラ・ステファノ（日本で活動中のイタリア人テノール歌手、タレント、講演講師、ピサ大学大学院、早稲田大学大学院修了）[49]
- マナヘル・ターベット（経済学者、科学者、コンサルタント、ワールド・インテリジェンス・ネットワーク副会長）[50]
- 宇治原史規（ロザン、京都大学卒業）[12][51][52]
- マリリン・ボス・サバント（作家、ギネスで最もIQが高い人物に認定されている）
- キャロル・ボーダマン（イギリスのタレント、大英勲章第五位受勲）
- ウィン・ウェンガー（教育学博士、知力研究、及びモティベーション分野の世界的権威、イメージストリーミング考案者）[53]
- ランス・ウェア（イギリスの弁護士、生化学者、メンサ設立者）
- ジェームズ・ウッズ（アメリカ合衆国の俳優）
- 若井望（ヘヴィメタル・ミュージシャン）[54]
- 古新舜（映画監督、脚本家、ストーリーエバンジェリスト、インプロバイザー、小説家、早稲田大学大学院修了）[55]
- 大村芳昭（日本の大学教授・法学者、東京大学法学部卒業、中央学院大学学長）

## フィクション作品における会員
- リサ・シンプソン（ザ・シンプソンズ）[56]
- ペンギン（テイコウペンギン）[57]
- ロドニー・マッケイ（スターゲイト アトランティス）
- チョ・イソ（梨泰院クラス）